# 잔시국
잔시국(힌디어: झाँसी राज्य)은 오늘날 인도 우타르프라데시주의 잔시를 중심으로 존재했던 근대 인도의 국가이다. 1728년부터 1804년까지 페슈와의 지배를 받았으며, 1804년부터 1853년까지는 영국령 인도의 봉신인 마라타 네왈카르 왕조가 지배하였다. 이후 영국 당국은 규정에 따라 국가를 병합하였다. 
역사적으로 번델칸드에 있는 잔시 번국은 마라타 제국의 패망 이후에 잔시주의 권리를 영국인에게 양도한 페슈와의 봉건 토후가 소유하였으며, 헤이스팅스 경은 토후에게 그 지역에 대한 세습 통치를 보장했다. 또한 1857년 8월부터 1858년 6월까지 발생한 세포이 항쟁의 주요 인물 중 한 명인 라니 락슈미 바이(마니카르니카라고도 알려짐)가 잔시국을 통치하기도 하였다. 국기는 힌두교와 관련된 사프란 배너였다.